# Cneorane sudha
Cneorane sudha es un coleóptero de la familia Chrysomelidae.
Fue descrita científicamente en 1936 por Maulik.